# Clásico féminin
Cet article concerne la rivalité entre le Real Madrid et le FC Barcelone en football féminin. Pour les autres classiques dans le football, voir Classico.
Le Clásico féminin désigne la rivalité entre les sections féminines de football du FC Barcelone et du Real Madrid. C'est le pendant féminin du clásico. Jusqu'ici, le FC Barcelone a remporté dix-huit de ses dix-neuf confrontations contre le Real Madrid.

## Histoire
En 2020, le Real Madrid décide de lancer sa section féminine. Pour cela, il absorbe l'équipe du CD Tacón, qui évolue alors en première division. Grâce à l'apparition du Real, le clásico féminin peut se disputer face au FC Barcelone, dont la section féminine existe depuis 1988.
Lors du premier clásico, qui se dispute pour le compte de la première journée du championnat, l'équipe du Real est encore en construction tandis que Barcelone est champion d'Espagne en titre et demi-finaliste de Ligue des champions. La rencontre tourne vite à l'avantage des Blaugranas, qui s'imposent largement (0-4) sur le terrain des Madrilènes. Au match retour, les Culés inscrivent à nouveau 4 buts, mais Olga Carmona sauve l'honneur en marquant le premier but du Real sur penalty en fin de match.
La saison 2021-2022 permet de lancer réellement l'histoire de ce clásico : les deux équipes ne se quittent plus et s'affrontent six fois (deux fois en championnat, deux fois en Ligue des champions, une fois en coupe de la Reine et une fois en supercoupe).
La finale de supercoupe d'Espagne le 19 janvier 2022 est la rencontre la plus serrée : le Barça doit attendre le temps additionnel pour marquer le seul but de la rencontre grâce à son ballon d'or Alexia Putellas. Le 13 mars 2022, le match retour du championnat se solde par une manita des Barcelonaises, qui grâce à ce succès 5-0 décrochent officiellement leur septième titre de championnes d'Espagne.
Le premier clásico en Ligue des champions féminine se dispute dès la première saison du Real dans la compétition. Les deux équipes espagnoles s'affrontent en quarts de finale. À l'aller, le Barça s'impose 3-1 sur le terrain d'entraînement du Real Madrid. Le match retour, lui, est programmé au Camp Nou. Les Barcelonaises y ont déjà disputé un match face à l'Atlético Madrid, mais la rencontre s'était jouée à huis clos à cause de la pandémie de covid-19. C'est donc face au Real Madrid que se joue le premier match du FC Barcelone féminin devant le public du Camp Nou, le 30 mars 2022. La section féminine profite des tarifs abordables et de la saison compliquée de leurs homologues masculins pour attirer une foule record de 91 553 spectateurs. Les Blaugranas sont menées 2-1 à la 50e minute mais renversent le match pour s'imposer confortablement 5-2. 
Cette saison de clásicos se conclut par une confrontation en demi-finale de coupe de la Reine, où les Culés écrasent une nouvelle fois les Merengues 4-0. 
Cette même année 2022 est également marquée par la situation en sélection espagnole : fin septembre, quinze internationales espagnoles refusent la sélection en contestation de l'entraîneur Jorge Vilda. Parmi ces joueuses, six Barcelonaises, mais aucune Madrilène. Le clivage est d'autant plus marquant que Vilda est soupçonné d'avoir facilité l'accès à la sélection des joueuses madrilènes. En championnat, la Barcelonaise Aitana Bonmatí refuse de serrer la main de la gardienne madrilène Misa, relançant la polémique. 
Le 17 janvier 2023, en demi-finale de supercoupe, la défenseure de Barcelone Irene Paredes écope d'un carton rouge à la 57e minute, alors que les deux équipes sont à égalité (1-1). Barcelone finira malgré tout par s'imposer en prolongations (3-1). 
La saison 2024-2025 voit l'arrivée fracassante d'Ewa Pajor côté barcelonais. Lors des trois premiers clásicos de l'année 2025, l'attaquante polonaise inscrit sept buts, soit autant que le Real Madrid depuis le début de cette confrontation. C'est aussi cette saison-là que le Real remporte enfin son premier clásico le 23 mars 2025 au Stade olympique de Barcelone en Liga F. Caroline Weir inscrit un doublé, l'arbitre annule un but barcelonais pour un hors-jeu inexistant, et les Madrilènes s'imposent 3-1. 

## Historique des confrontations
| Liste des rencontres officielles entre le FC Barcelone et le Real Madrid | Liste des rencontres officielles entre le FC Barcelone et le Real Madrid | Liste des rencontres officielles entre le FC Barcelone et le Real Madrid | Liste des rencontres officielles entre le FC Barcelone et le Real Madrid | Liste des rencontres officielles entre le FC Barcelone et le Real Madrid | Liste des rencontres officielles entre le FC Barcelone et le Real Madrid                                           | Liste des rencontres officielles entre le FC Barcelone et le Real Madrid | Liste des rencontres officielles entre le FC Barcelone et le Real Madrid |
|                                                                          | Date                                                                     | Lieu                                                                     | Compétition                                                              | Résultat                                                                 | Buteuses Barcelone                                                                                                 | Buteuses Madrid                                                          | Affluence                                                                |
| ------------------------------------------------------------------------ | ------------------------------------------------------------------------ | ------------------------------------------------------------------------ | ------------------------------------------------------------------------ | ------------------------------------------------------------------------ | --- | ------------------------------------------------------------------------ | ------------------------------------------------------------------------ |
| 1.                                                                       | 04/10/2020                                                               | Campo García de la Mata, Madrid                                          | Primera Iberdrola                                                        | RM 0 - 4 FCB                                                             | Patricia Guijarro 19e · Misa Rodríguez 55e (csc) · Lieke Martens 66e · Alexia Putellas 75e                         | –                                                                        |                                                                          |
| 2.                                                                       | 31/01/2021                                                               | Stade Johan-Cruyff, Sant Joan Despí                                      | Primera Iberdrola                                                        | FCB 4 - 1 RM                                                             | Alexia Putellas 14e · Jennifer Hermoso 23e · Asisat Oshoala 37e 70e                                                | Olga Carmona 81e (pen.)                                                  |                                                                          |
| 3.                                                                       | 12/12/2021                                                               | Campo García de la Mata, Madrid                                          | Primera Iberdrola                                                        | RM 1 - 3 FCB                                                             | Lieke Martens 8e 23e · Irene Paredes 18e                                                                           | Kosovare Asllani 52e                                                     |                                                                          |
| 4.                                                                       | 19/01/2022                                                               | Ciudad del Fútbol de Las Rozas, Las Rozas de Madrid                      | Supercoupe – Finale                                                      | FCB 1 - 0 RM                                                             | Alexia Putellas 90+1e                                                                                              | –                                                                        | 700                                                                      |
| 5.                                                                       | 13/03/2022                                                               | Stade Johan-Cruyff, Sant Joan Despí                                      | Primera Iberdrola                                                        | FCB 5 - 0 RM                                                             | Alexia Putellas 41e 43e · Patricia Guijarro 60e · Babett Peter 65e (csc) · Jennifer Hermoso 82e                    | –                                                                        |                                                                          |
| 6.                                                                       | 22/03/2022                                                               | Stade Alfredo-Di-Stéfano, Madrid                                         | Ligue des champions – Quart de finale aller                              | RM 1 - 3 FCB                                                             | Alexia Putellas 53e (pen.) 90+4e · Claudia Pina 81e                                                                | Olga Carmona 8e                                                          | 3 318                                                                    |
| 7.                                                                       | 30/03/2022                                                               | Camp Nou, Barcelone                                                      | Ligue des champions – Quart de finale retour                             | FCB 5 - 2 RM                                                             | Mapi León 8e · Aitana Bonmatí 52e · Claudia Pina 54e · Alexia Putellas 62e · Caroline Graham Hansen 70e            | Olga Carmona 16e (pen.) · Claudia Zornoza 48e                            | 91 553                                                                   |
| 8.                                                                       | 25/05/2022                                                               | Stade municipal de Santo Domingo, Alcorcón                               | Coupe de la Reine – Demi-finale                                          | FCB 4 - 0 RM                                                             | Lieke Martens 19e · Aitana Bonmatí 47e · Mariona Caldentey 53e · Asisat Oshoala 75e                                | –                                                                        | 3 677                                                                    |
| 9.                                                                       | 06/11/2022                                                               | Stade Alfredo-Di-Stéfano, Madrid                                         | Liga F                                                                   | RM 0 - 4 FCB                                                             | Ana-Maria Crnogorčević 4e · Patricia Guijarro 43e · Rocío Gálvez 52e (csc) · Fridolina Rolfö 81e                   | –                                                                        | 5 126                                                                    |
| 10.                                                                      | 17/01/2023                                                               | Stade Romano, Mérida                                                     | Supercoupe - Demi-finale                                                 | FCB 3 - 1 RM                                                             | Claudia Pina 24e · Mariona Caldentey 111e · Salma Paralluelo 120e                                                  | Caroline Weir 54e                                                        | 6 209                                                                    |
| 11.                                                                      | 25/03/2023                                                               | Stade Johan-Cruyff, Sant Joan Despí                                      | Liga F                                                                   | FCB 1 - 0 RM                                                             | Fridolina Rolfö 77e (pen.)                                                                                         | –                                                                        | 5 569                                                                    |
| 12.                                                                      | 19/11/2023                                                               | Stade olympique Lluís Companys, Barcelone                                | Liga F                                                                   | FCB 5 - 0 RM                                                             | Aitana Bonmatí 17e · Caroline Graham Hansen 43e · Mariona Caldentey 45+1e · Claudia Pina 90+1e · Vicky López 90+3e | –                                                                        | 38 707                                                                   |
| 13.                                                                      | 17/01/2024                                                               | Stade municipal de Butarque, Leganés                                     | Supercoupe - Demi-finale                                                 | FCB 4 - 0 RM                                                             | Mariona Caldentey 12e 39e · Salma Paralluelo 15e 52e                                                               | –                                                                        | 7 000                                                                    |
| 14.                                                                      | 24/03/2024                                                               | Stade Alfredo-Di-Stéfano, Madrid                                         | Liga F                                                                   | RM 0 - 3 FCB                                                             | Fridolina Rolfö 10e · Aitana Bonmatí 55e · Caroline Graham Hansen 67e                                              | –                                                                        | 4 952                                                                    |
| 15.                                                                      | 16/11/2024                                                               | Stade Alfredo-Di-Stéfano, Madrid                                         | Liga F                                                                   | RM 0 - 4 FCB                                                             | Patricia Guijarro 4e 22e · Claudia Pina 39e · Alexia Putellas 86e                                                  | –                                                                        | 5 210                                                                    |
| 16.                                                                      | 26/01/2025                                                               | Stade municipal de Butarque, Leganés                                     | Supercoupe - Finale                                                      | FCB 5 - 0 RM                                                             | Caroline Graham Hansen 31e · Ewa Pajor 37e 45+3e · Patricia Guijarro 62e · Alexia Putellas 85e                     | –                                                                        | 9 452                                                                    |
| 17.                                                                      | 06/03/2025                                                               | Stade Alfredo-Di-Stéfano, Madrid                                         | Coupe de la Reine – Demi-finale aller                                    | RM 0 - 5 FCB                                                             | Salma Paralluelo 2e 42e · Ewa Pajor 13e 29e 78e                                                                    | –                                                                        | 2 185                                                                    |
| 18.                                                                      | 12/03/2025                                                               | Stade Johan-Cruyff, Sant Joan Despí                                      | Coupe de la Reine – Demi-finale retour                                   | FCB 3 - 1 RM                                                             | Patricia Guijarro 24e · Ewa Pajor 48e 68e                                                                          | Signe Bruun 90+1e                                                        | 3 689                                                                    |
| 19.                                                                      | 23/03/2025                                                               | Stade olympique Lluís Companys, Barcelone                                | Liga F                                                                   | FCB 1 - 3 RM                                                             | Caroline Graham Hansen 67e                                                                                         | Alba Redondo 41e · Caroline Weir 87e 90+7e                               | 35 812                                                                   |

## Statistiques
| Compétition          | Matches | Victoires/Barcelone | Nuls | Victoires/Madrid | Buts/Barcelone | Buts/Madrid |
| -------------------- | ------- | ------------------- | ---- | ---------------- | -------------- | ----------- |
| Liga F               | 10      | 9                   | 0    | 1                | 34             | 5           |
| Coupe de la Reine    | 3       | 3                   | 0    | 0                | 12             | 1           |
| Supercoupe d'Espagne | 4       | 4                   | 0    | 0                | 13             | 1           |
| Ligue des champions  | 2       | 2                   | 0    | 0                | 8              | 3           |
| Total                | 19      | 18                  | 0    | 1                | 68             | 10          |

## Palmarès des deux équipes
| Équipe       | Championnat d'Espagne                                      | Coupe de la Reine                                                 | Supercoupe d'Espagne               | Ligue des champions    |
| ------------ | ---------------------------------------------------------- | ----------------------------------------------------------------- | ---------------------------------- | ---------------------- |
| FC Barcelone | 9 (2012, 2013, 2014, 2015, 2020, 2021, 2022, 2023 et 2024) | 10 (1994, 2011, 2013, 2014, 2017, 2018, 2020, 2021, 2022 et 2024) | 5 (2020, 2022, 2023, 2024 et 2025) | 3 (2021, 2023 et 2024) |
| Real Madrid  | 0                                                          | 0                                                                 | 0                                  | 0                      |

## Joueuses notables
|     | Joueuse                | Buts           | Total |
| --- | ---------------------- | -------------- | ----- |
| 1.  | Alexia Putellas        | Barcelone (10) | 10    |
| 2.  | Patricia Guijarro      | Barcelone (7)  | 7     |
| 2.  | Ewa Pajor              | Barcelone (7)  | 7     |
| 4.  | Mariona Caldentey      | Barcelone (5)  | 5     |
| 4.  | Caroline Graham Hansen | Barcelone (5)  | 5     |
| 4.  | Salma Paralluelo       | Barcelone (5)  | 5     |
| 4.  | Claudia Pina           | Barcelone (5)  | 5     |
| 8.  | Aitana Bonmatí         | Barcelone (4)  | 4     |
| 8.  | Lieke Martens          | Barcelone (4)  | 4     |
| 10. | Olga Carmona           | Madrid (3)     | 3     |
| 10. | Asisat Oshoala         | Barcelone (3)  | 3     |
| 10. | Fridolina Rolfö        | Barcelone (3)  | 3     |
| 10. | Caroline Weir          | Madrid (3)     | 3     |
| 14. | Jennifer Hermoso       | Barcelone (2)  | 2     |

En gras, les joueuses qui jouent encore pour l'une des deux équipes – Mise à jour le 23 mars 2025.